# Aranka
Aranka je ženské křestní jméno maďarského původu. Pochází z latinského jména Aurélie a vykládá se jako „zlatá“. Jeho českou obdobou je jméno Zlata, Zlatica nebo Zlatuše.
Podle maďarského kalendáře má svátek 8. února.

## Aranka v jiných jazycích
- Slovensky, srbsky, maďarsky: Aranka

## Známé nositelky jména
- Aranka Lapešová – česká herečka